# Дарговских хрдинов
Дарговских хрдинов, у преводу Дарговски хероји, (слч. Dargovských hrdinov) је градска четврт Кошица, у округу Кошице III, у Кошичком крају, Словачка Република.

## Становништво
Према подацима о броју становника из 2011. године градско насеље је имало 27.424 становника.